# Relaciones Rusia-Fiyi
Las relaciones Fiyi-Rusia se refieren a las relaciones bilaterales entre Fiyi y Rusia. Ninguno de los dos países tiene un embajador residente, el embajador de Rusia en Fiyi es Alexander Blokhin, quien también es el embajador en Australia, Vanuatu y Nauru. Está destinado en Canberra, Australia.

## Historia
Fiyi había establecido relaciones diplomáticas con la Unión Soviética el 30 de enero de 1974, pero casi no había ningún sentido de relación entre los dos. Pero fue solo después de un deterioro de las relaciones entre Fiyi, Australia y Nueva Zelanda junto con los Estados Unidos en 2009, Fiyi comenzó a fortalecer sus lazos tanto con Rusia como con China .
El 8 de febrero de 2010, el embajador Isikeli Mataitoga presentó sus credenciales al presidente ruso, Dmitri Medvédev. El embajador se había reunido con varios funcionarios rusos, incluido Alexey Borodavkin, el viceministro de Relaciones Exteriores, y altos funcionarios del Ministerio de Desarrollo Económico, el Ministerio de Agricultura, la Agencia Federal de Pesca y la Cámara de Comercio e Industria de la Federación de Rusia. La reunión tenía como objetivo fomentar la cooperación entre Rusia y Fiyi en las áreas de comercio e inversión y aumentar las relaciones bilaterales entre los dos países. En mayo de 2010, un grupo formado por abogados de Fiyi y empresarios rusos se reunió con miras a establecer el Consejo Empresarial Ruso de Fiyi.
A principios de 2016, Fiyi y Rusia firmaron un acuerdo de armas por valor de 8,8 millones de dólares estadounidenses para rearmar las Fuerzas Militares de la República de Fiyi.

## Visitas de alto nivel
En febrero de 2012, el ministro de Relaciones Exteriores de Rusia, Serguéi Lavrov, visitó Fiyi en la primera visita de un funcionario de alto nivel.